# کریزان سفلی
کریزان سفلی روستایی در دهستان بهناباد بخش شاسکوه شهرستان زیرکوه استان خراسان جنوبی ایران است. بر پایه سرشماری عمومی نفوس و مسکن در سال ۱۳۹۰ جمعیت این روستا ۳۴۹ نفر (در ۸۸ خانوار) بوده است.